# Westerbach (Waidhofen)
Westerbach ist ein Dorf und Gemeindeteil von Waidhofen im oberbayerischen Landkreis Neuburg-Schrobenhausen.

## Lage
Das Dorf liegt in der Gemarkung Diepoltshofen in der Nähe der Spargelstadt Schrobenhausen. Es umfasst derzeit 49 Einwohner. Namensgebend ist der kleine Westerbach, der entlang der Hickerbachstraße fließt.

## Frühere Zugehörigkeit
Das Dorf gehörte zur Gemeinde Diepoltshofen und wurde mit dieser am 1. Oktober 1971 nach Waidhofen eingegliedert.

## Baudenkmal
Einziges denkmalgeschütztes Gebäude des Dorfes ist das ehemalige Bauernhaus, Hickerbachstraße 32, ein eingeschossiger Satteldachbau mit Putzgliederung und Blockbau aus dem Ende 17. Jahrhundert, transferiert aus dem westlichen Niederbayern.